# Булыкин, Филипп Фёдорович
Фили́пп Фёдорович Булы́кин (27 ноября [10 декабря] 1902, Дебри, Липецкий уезд, Тамбовская губерния, Российская империя — 17 апреля 1974, Ленинград, СССР) — советский штурман, контр-адмирал (с 5 июля 1946 года). Автор трудов по навигационному обеспечению боевых кораблей, лоций.

## Биография
Филипп Фёдорович Булыкин родился 27 ноября (10 декабря) 1902 в крестьянской семье в селе Дебри Тамбовской губернии. Получил начальное образование на средства местного помещика. В ВМФ — с 12 ноября 1924 года в звании красноармейца. С июля 1925 года по сентябрь 1928 года обучался в ВМУ им. Фрунзе. В 1928 году вступил в ВКП(б). После окончания училища — исполняющий должность штурмана на крейсере «Коминтерн» до декабря 1928 года. После был назначен штурманом на подводную лодку «Политрук». Незадолго до списания подлодки, в июне 1930 года, Булыкина перевели на Линкор «Парижская коммуна», где он был назначен младшим штурманом. В 1932 году повышен до командира штурманского сектора.
В 1934—1935 годах штурман особого дивизиона эскадренных миноносцев. В 1935—1936 годах — флагштурман бригады крейсеров. С 1936 по август 1937 года — командир эскадренного миноносца «Незаможник», после в звании капитана 3 ранга был назначен флагштурманом Черноморского флота. В феврале 1938 года назначен на должность флагштурмана в созданный в 30 декабря 1937 года Главный штаб РККФ СССР, таким образом став родоначальником штурманской службы при генштабе флота. В мае 1939 года назначен начальником 11-го отдела Управления боевой подготовки РККФ (инспекция штурманская), с сентября — 5-го отдела.

### В Великую Отечественную войну
Великую Отечественную войну встретил в должности начальника 5-го отдела Управления боевой подготовки РККФ. С самого начала войны организовал выпуск информационных писем для передачи ценного опыта действий в боевых условиях между штурманами. Выпустил несколько работ, уточняющих место штурмана в морском бою. Следил за развитием и обновлением технических средств кораблевождения. До сентября 1941 года участвовал в боевых действиях на Чёрном и Балтийском морях. С августа 1942 года по сентябрь 1943 — начальник 2-го отдела  Управления боевой подготовки РККФ, после назначен главным штурманом ВМФ СССР.

### После войны
5 июля 1946 года постановлением Совмина СССР присвоено звание контр-адмирал. В апреле 1947 года снят с должности с формулировкой «За нарушение воинской дисциплины» и назначен старшим преподавателем кафедры кораблевождения Высших специальных офицерских классов ВМС. В 1949 году руководил экспедицией на опытовом судне «Экватор». По окончании экспедиции, в августе 1949 года, стал начальником кафедры навигации (с декабря 1952 года — кафедра навигации, лоции и гидрометеорологии) штурманского факультета ВВМУ им. Фрунзе.

### Отставка
В июне 1954 года вышел в отставку по болезни. Поселился с семьёй в Ленинграде в ведомственной квартире. Умер там же 17 апреля 1974 года. Похоронен на кладбище города Павловска, где он снимал дачу.

## Семья
- Жена — Варвара Александровна Булыкина (до замужества Минаева) (1909-1981). Принадлежала к дворянскому сословию. Была хирургической медсестрой. Во время Великой Отечественной войны работала в прифронтовых госпиталях. Несмотря на неординарные способности, не смогла получить высшее образование из-за дворянского происхождения[источник не указан 1216 дней].
- Сын — Евгений Филиппович Булыкин (1931—2007), офицер ВМФ СССР[3], в отставке инженер ЦКБ «Рубин» и завода Радиоприбор НПО «Ленинец».
- Дочь — Клара Филипповна Булыкина (в замужестве Иванова) (р. 1938), кандидат физико-математических наук[источник не указан 1216 дней].

## Награды
- орден Ленина (1950)[3];
- орден Красного знамени (1945)[3][15];
- орден Отечественной войны 2 степени (1945)[3][16];
- ордена Красной Звезды (дважды, оба 1944)[3][17][18];
- медали, в том числе «За победу над Германией»[19] «За победу над Японией»[20];
- Именное оружие (кортик и пистолет) (1952)[3].